# Itara sericea
Itara sericea är en insektsart som beskrevs av Walker, F. 1869. Itara sericea ingår i släktet Itara och familjen syrsor. Inga underarter finns listade i Catalogue of Life.